# 2C-C
2C-C（2,5-二甲氧基-4-氯苯乙胺，2,5-dimethoxy-4-chlorophenethylamine）是一种含氯有机化合物，化学式为C10H14ClNO2，被用作宗教致幻劑，最早由亚历山大·舒尔金合成。